# Trombone Shorty
Trombone Shorty, vlastním jménem Troy Andrews, (* 2. ledna 1986) je americký pozounista. Narodil se v New Orleans a hudbě se věnoval již od dětství. V roce 2005 byl členem žesťové sekce v koncertní skupině zpěváka Lennyho Kravitze. Později vydal několik sólových nahrávek a spolupracoval s mnoha dalšími hudebníky, mezi které patří například Jeff Beck, Kid Rock, Allen Toussaint, Warren Haynes a Mos Def. S různými hudebníky vystupoval například v pořadech Jimmy Kimmel Live!, The Tonight Show with Jay Leno a Noční show Davida Lettermana, stejně jako v dokumentárním seriálu Foo Fighters: Sonic Highways.